# گمینا میواکووو
گمینا میواکووو (به لهستانی:  Gmina Miłakowo) یک گمینا در لهستان است که در شهرستان اوسترودا واقع شده‌است. گمینا میواکووو ۱۵۹٫۳۶ کیلومتر مربع مساحت و ۵٬۷۳۶ نفر جمعیت دارد.